# Петракіївка
Петракі́ївка — село в Україні, у Хорольській міській громаді Лубенського району Полтавської області. Населення становить 415 осіб. До 2020 орган місцевого самоврядування — Петракіївська сільська рада. 

## Назва
Село вказано на триверстівці Полтавської області. Військово-топографічна карта.1869 року як хутір Петровський.

## Географія
Село Петракіївка знаходиться за 3 км від правого берега річки Хорол, за 2 км від міста Хорол, за 0,5 км від села Куторжиха. По селу протікає пересихаючий струмок з загатою. Поруч проходить автомобільна дорога Т 1716.

## Історія
12 червня 2020 року, відповідно до розпорядження Кабінету Міністрів України № 721-р «Про визначення адміністративних центрів та затвердження територій територіальних громад Полтавської області», село увійшло до складу Хорольської міської громади..
19 липня 2020 року, в результаті адміністративно - територіальної реформи та ліквідації Хорольського району, село увійшло до складу новоутвореного Лубенського району.

## Політика

### Парламентські вибори, 2019
На позачергових парламентських виборах 2019 року у селі функціонувала окрема виборча дільниця № 530887, розташована у приміщенні клубу.
Результати
- зареєстровано 276 виборців, явка 65,22%, найбільше голосів віддано за «Слугу народу» — 55,43%, за Всеукраїнське об'єднання «Батьківщина» — 14,29%, за Радикальну партію Олега Ляшка — 8,00%.[3] В одномандатному окрузі найбільше голосів отримав Фахраддін Мухтаров (самовисування) — 33,71%, за Анастасію Ляшенко (Слуга народу) — 29,71%, за Олексія Баганця (Всеукраїнське об'єднання «Батьківщина») — 12,57%[4].